# Грей, Эдуард, 6-й барон Феррерс из Гроуби
Эдуард Грей (англ. Edward Grey; ок. 1415 — 18 декабря 1457) — барон Феррерс из Гроуби (по праву жены) с 1446 года, 6-й барон Эстли с 1448 года, сын Реджинальда де Грея, 3-го барона Грея из Ратина, от второго брака с Джоан Эстли, 5-й баронессой Эстли.

## Биография
Известно о Эдуарде не очень много. Как второй сын, он не мог получить отцовские владения, но после смерти матери в 1448 году унаследовал титул барона Эстли. Кроме того, Эдуард удачно женился — на Элизабет Феррерс, которая в 1445 году после смерти деда, Уильяма Феррерса, 5-го барона Феррерс из Гроуби, унаследовала его владения в ряде графств — в первую очередь в Лестершире, Уорикшире и Саффолке. 14 декабря 1446 года английский парламент утвердил за Эдуардом Греем титул барона Феррерса из Гроуби.
Эдуард умер 18 декабря 1457 года, наследовал ему старший сын Джон. Баронесса надолго пережила мужа. В 1462 году она вышла замуж вторично — за сэра Джона Буршье (умер в 1495), 4-го сына Генри Буршье, 1-го графа Эссекса.

## Брак и дети
Жена: Элизабет Феррерс (1419 — январь 1482/1483), 6-я баронесса Феррерс из Гроуби, дочь сира Генри Феррерса и Изабеллы Моубрей. Дети:
- Джон Грей (1435 — 17 февраля 1461), барон Феррерс из Гроуби и 7-й барон Эстли с 1457
- Эдуард Грей (умер 14 октября 1492), 1-й виконт Лайл с 1483
- Реджинальд Грей (умер 31 декабря 1460)
- Энн Грей; муж: сэр Эдвард Хангерфорд
- Маргарет Грей; муж: сэр Роберт де Грейсток (умер 17 июня 1483)